# Нерис, Саломея
Саломе́я Нери́с (лит. Salomėja Nėris, настоящая фамилия — Бачинскайте, по мужу Бучене; 4 [17] ноября 1904, Kiršai, Вилкавишкское районное самоуправление — 7 июля 1945[…], Москва) — литовская поэтесса. Народная поэтесса Литовской ССР (1954 — посмертно). Лауреат Сталинской премии первой степени (1947 — посмертно).

## Биография

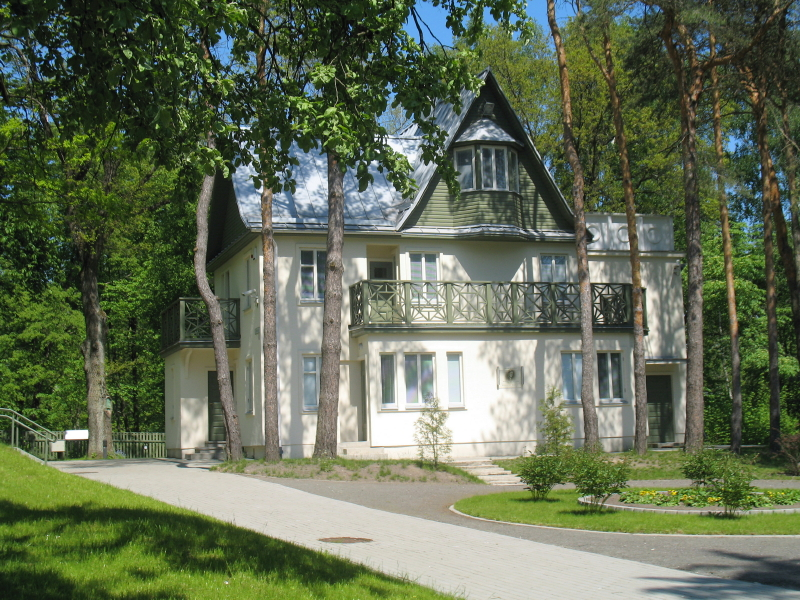
Мемориальный дом-музей (Каунас)

Саломея Нерис родилась 4 (17) ноября 1904 в д. Киршяй Волковышского уезда Сувалкской губернии (ныне Вилкавишкского района Мариямпольского уезда Литвы) в крестьянской семье.
Училась в начальной школе в Альвите, с 1918 года в женской прогимназии в Мариямполе, с 1919 года в гимназии в Вилкавишкисе. Закончив гимназию, в 1924 году поступила в каунасский Литовский университет на отделение теологии и философии; изучала литовскую литературу, немецкий язык и немецкую литературу, педагогику и психологию.
В 1928 году окончила каунасский Литовский университет. Работала учительницей, преподавала немецкий язык в гимназии в Лаздияй. С 1931 года обосновалась в Каунасе; давала уроки, редактировала издания литовских сказок, сблизилась с третьефронтовцами — писателями левых и прокоммунистических взглядов.

Мемориальная доска Саломее Нерис (г. Пенза, ул. Карла Маркса, дом 7)

В 1928 году установила контакты с подпольной ячейкой Литовского комсомола в каунасском Литовском университете, в 1931 году стала связной Коминтерна (псевдоним «Вирвича», лит. Virvyčia), в 1934—1936 годах обеспечивала канал связи с подпольной коммунистической газетой «Жямайтиёс теса». В 1936—1937 годах была связной Коминтерна с руководителями Компартий Литвы и Польши в Париже.
В 1934—1936 годах преподавала в женской гимназии в Паневежисе. В конце 1936 году вышла замуж за архитектора и скульптора Бернардаса Бучаса и до 1937 года жила в Париже. По возвращении работала в гимназии в Каунасе. Родила сына и дала ему имя Саулюс.
В 1940 году с другими депутатами Народного сейма — писателями Л. Гирой, Ю. Палецкисом, П. Цвиркой и др. — вошла в состав т. н. полномочной делегации, которая ходатайствовала перед ВС СССР о приеме Литвы в состав Советского Союза. В 1941 году избрана депутатом ВС СССР. С трибуны съезда читала свою «Поэму о Сталине». Написала также стихотворения, воспевающие Коммунистическую партию и Советскую власть, поэмы «Путь большевика» (1940, о В. И. Ленине) и «Четверо» — о четырёх литовских коммунистах, расстрелянных в 1926 году.
Во время Великой Отечественной войны она и её сын были сначала эвакуированы в Пензу, а позднее в Уфу . После войны в Пензе на доме по ул. Карла Маркса, 7, где Саломея Нерис жила в 1941—1942 годах, была установлена мемориальная доска.
Поэтесса неоднократно выезжала на фронт, где выступала со своими стихами перед бойцами литовских частей.
Саломея Нерис умерла 7 июля 1945 года от рака печени в больнице в Москве. Прах был захоронен в саду Военного музея в Каунасе. В 1992 году прах торжественно захоронен на Пятрашюнском кладбище в Каунасе.
Сын Саломеи скульптор Саулюс Бучас умер 20 февраля 2007 года.

## Память

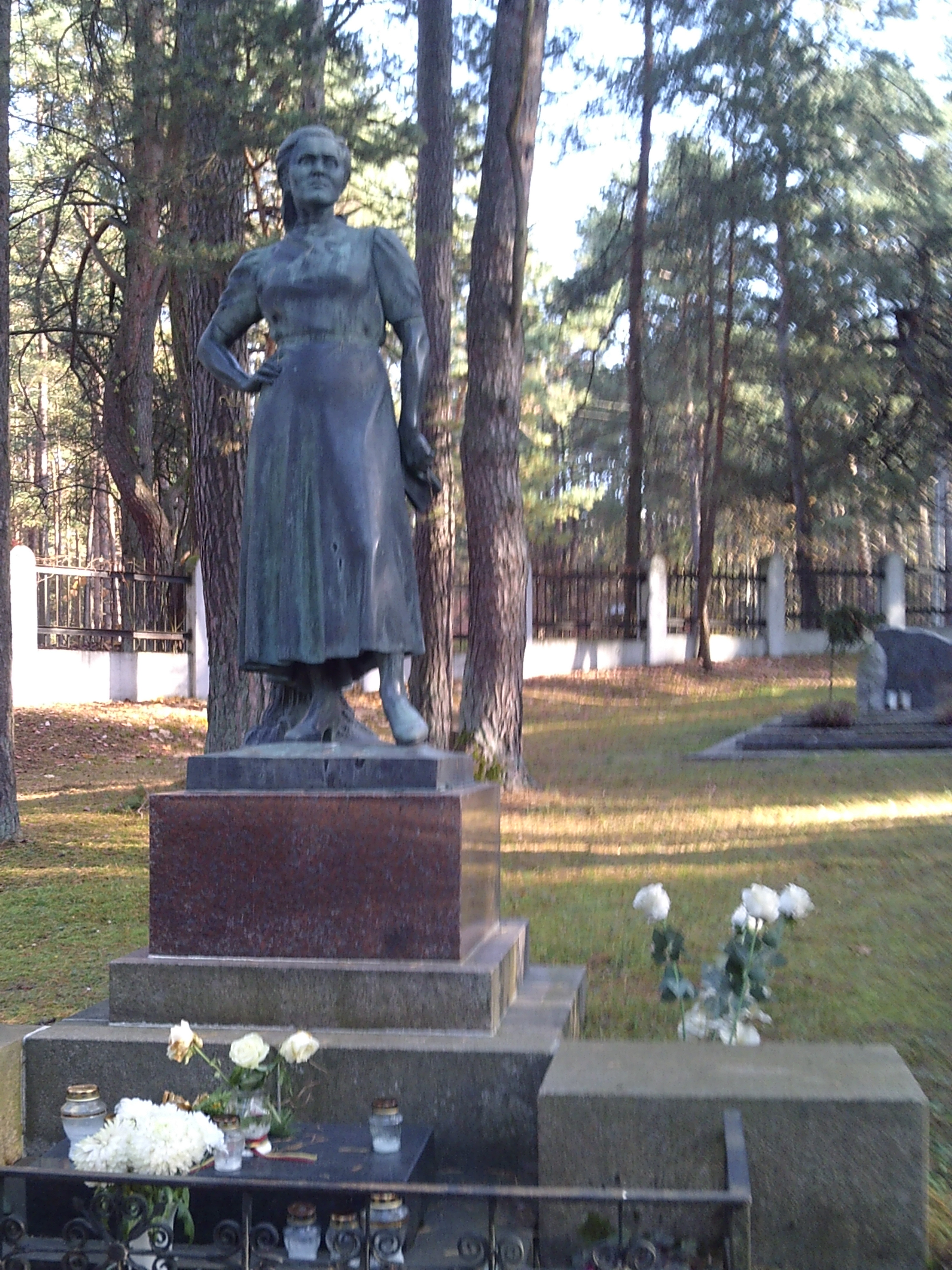
Могила Саломеи Нерис на Пятрашюнском кладбище в Каунасе

- В Каунасе в доме, в котором поэтесса жила в 1938—1941 годах, с 1962 года действует мемориальный музей Саломеи Нерис (филиал Музея литовской литературы имени Майрониса)[8].
- Именем поэтессы названа улица в Москве[9], улицы в Каунасе и Клайпеде[10]. В январе 2024 года литовская государственная комиссия по десоветизации рекомендовала переименовать улицы Саломеи Нерис в Клайпеде, Молетае, Пакруойисе, Румшишкесе, Симнасе, Вильнюсе и Жагаре[11].
- В 1946 году именем Саломеи Нерис названа средняя школа в Вильнюсе, ныне — гимназия «Вичё» (лит. Vilniaus Vyčio gimnazija), по адресу ул. Вильняус 32/2. Современное здание гимназии построено в 1952 году, в 1964 году — пристройка работы архитектора Льва Казаринского. В 1974 году около этой школы был установлен памятник Саломее Нерис (архитекторы Гядиминас Баравикас, Гитис Рамунис, скульптор Владас Вильджюнас). В августе 2024 года директором Центра исследования геноцида и сопротивления Литвы принято решение о сносе памятника[12].
- В 1954 году была выпущена почтовая марка СССР, посвященная Саломее Нерис.
- Именем Саломеи Нерис был назван грузовой пароход «Саломея Нерис» (номер ИМО — 5307984), в 1970-х годах он сел на мель в бухте Китовой острова Итуруп, позднее его корпус лёг в основу 6-го пирса в этой бухте[13].

## Награды и премии
- Сталинская премия первой степеи (1947 — посмертно) — за стихотворный сборник «Мой край» (1946)
- орден Отечественной войны I степени
- народная поэтесса Литовской ССР (1954 — посмертно).

## Псевдоним
Литературным именем поэтесса выбрала себе название второй по величине литовской реки — Neris (Нярис). Однако в 1940 году она получила письмо от своих учениц из женской гимназии в Паневежисе, в котором её называли предателем родины и где, в частности, были слова: «Ты не смеешь больше называть себя именем святой для нас реки — Нярис».
После этого Саломея добавила диакритический знак над «e» и с тех пор её литературное имя стало выглядеть как Nėris (Нерис), что больше не несло в себе некоего патриотического смысла. 

## Творчество
Стиль творчества Саломеи Нерис — неоромантизм. Начала писать стихи в 1921 году. Первые стихотворения подписывала псевдонимами Liūdytė и Juraitė, с 1923 года — Salomėja Nėris. Первые сборники стихов «Ранним утром» (лит. «Anksti rytą», 1927), «Следы на песке» (лит. «Pėdos smėly», 1931). Критикой называлась «литовской Ахматовой» В 1931 примкнула к писателям, группировавшимся вокруг журнала авангардистской и левой демократической ориентации «Третий фронт» («Трячас фронтас»; Казис Борута, Антанас Венцлова и др.).
В сборниках «По ломкому льду» (лит. «Per lūžtantį ledą», 1935) и «Полынью зацвету» (лит. «Diemedžiu žydėsiu», 1938) отчётливы социальные мотивы. Лучший, на взгляд читателей, критиков и историков литературы, сборник «Полынью зацвету» был отмечен литовской Государственной литературной премией. Написала поэмы-сказки для детей «Сиротка», «Эгле — королева ужей» (1940). К советскому периоду принадлежат сборники «Пой, сердце, жизнь !» (1943) и «Соловей не может не петь» (1945, в первоначальной редакции — «У большой дороги», лит. «Prie didelio kelio» — опубликовано в 1994).

## Переводы
На литовский язык переводила произведения А. С. Пушкина, И. С. Тургенева, Максима Горького, В. Г. Короленко, С. Я. Маршака, А. А. Ахматовой и др. Стихотворения Саломеи Нерис неоднократно переводились на русский язык многими поэтами и переводчиками, такими, как Анна Ахматова, Новелла Матвеева, Давид Самойлов, Юнна Мориц, Юрий Левитанский, Георгий Ефремов, Вероника Тушнова (у последней также есть стихотворение «Саломее Нерис»).

## Издания
- Anksti rytą. Kaunas, 1927. 77 p.

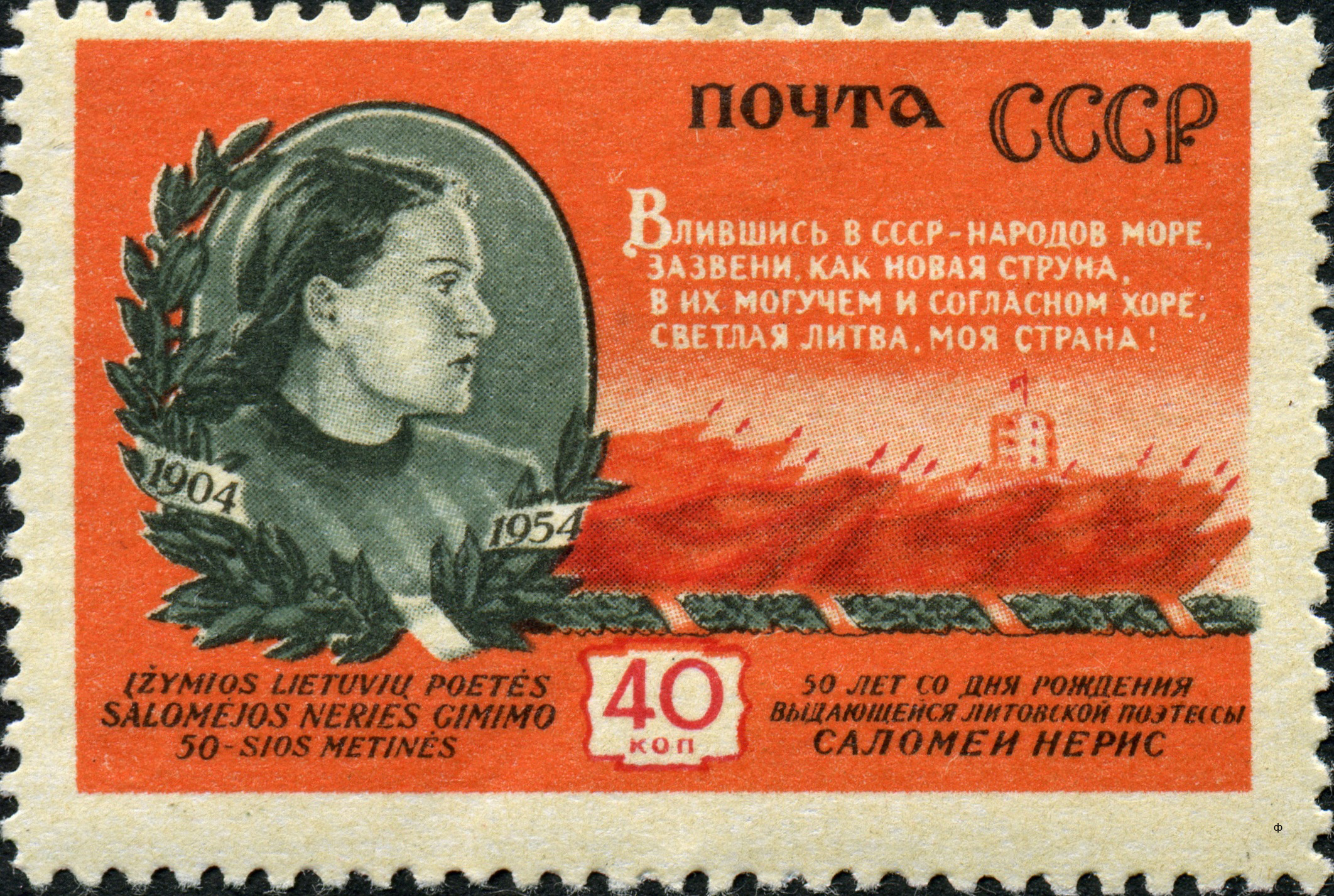
Почтовая марка СССР, посвящённая 50-летию со дня рождения Саломеи Нерис

- Pėdos smėly. Kaunas: Sakalas, 1931. 61 p.
- Mūsų pasakos / sp. paruošė S. Nėris. Kaunas: Spindulys, 1934. 160 p.
- Per lūžtantį ledą. Kaunas: Sakalas, 1935. 48 p.
- Diemedžiu žydėsiu. Kaunas: Sakalas, 1938. 69 p.
- Eglė žalčių karalienė. Kaunas: Valst. l-kla, 1940. 107 p.
- Poema apie Staliną. Kaunas: Spaudos fondas,1940. 16 p.
- Rinktinė. Kaunas: Valst. l-kla, 1941. 192 p.
- Dainuok, širdie gyvenimą: eilėraščiai ir poemos. Kaunas: Valst. l-kla, 1943. 39 p.
- Lakštingala negali nečiulbėti. Kaunas: Valst. grož. lit. l-kla, 1945. 109 p.
- Eglė žalčių karalienė. Kaunas: Valstybinė grožinės literatūros leidykla, 1946. 96 p.
- Poezija: 2t. Kaunas: Valstybinė grožinės literatūros leidykla, 1946.
- Našlaitė. Kaunas: Valstybinė grožinės literatūros leidykla, 1947. 48 p.
- Žalčio pasaka. Chicago, 1947. 112 p.
- Rinktinė. Vilnius: Valstybinė grožinės literatūros leidykla, 1950. 276 p.
- Eilėraščiai. Vilnius: Valstybinė grožinės literatūros leidykla, 1951. 84 p.
- Poema apie Staliną. Vilnius: Valstybinė grožinės literatūros leidykla, 1951. 36 p.
- Pavasario daina. Vilnius: Valstybinė grožinės literatūros leidykla, 1953. 38 p.
- Poezija. Vilnius: Valstybinė grožinės literatūros leidykla, 1954. 500 p.
- Baltais takeliais bėga saulytė. Vilnius: Valstybinė grožinės literatūros leidykla, 1956. 164 p.
- Raštai: trys tomai. Vilnius: Valstybinė grožinės literatūros leidykla, 1957.
- Rinktinė. Kaunas: Valstybinė pedagoginės literatūros leidykla, 1958. 112 p. (Mokinio biblioteka).
- Širdis mana — audrų daina. Vilnius: Valstybinė grožinės literatūros leidykla, 1959. 474 p.
- Eglė žalčių karalienė: poema pasaka. Vilnius: Valst. grož. lit. l-kla, 1961. 51 p.
- Pavasaris per kalnus eina: eilėraščiai. Vilnius: Valstybinė grožinės literatūros leidykla, 1961. 511 p.
- Kur baltas miestas: rinktinė. Vilnius: Vaga, 1964. 143 p.
- Rinktinė. Kaunas: Šviesa, 1965. 90 p. (Mokinio biblioteka).
- Laumės dovanos. Vilnius: Vaga, 1966. 25 p.
- Poezija: 2 t. Vilnius: Vaga, 1966
- Keturi: poema. Vilnius: Vaga, 1967.
- Poezija. Vilnius: Vaga, 1972. 2 t.
- Negesk žiburėli. Vilnius: Vaga, 1973. 151 p.
- Širdis mana — audrų daina. Vilnius: Vaga, 1974. 477 p.
- Kaip žydėjimas vyšnios: poezijos rinktinė. Vilnius: Vaga, 1978. 469 p.
- Poezija: rinktinė. Vilnius: Vaga, 1979. 827 p.
- Mama! Kur tu?: poema. Vilnius: Vaga, 1980. 38 p.
- Nemunėliai plauks. Vilnius: Vaga, 1980. 201 p.
- Negesk, žiburėli: eilėraščiai ir poemos. Vilnius: Vaga, 1983. 103 p.
- Raštai: 3 t. — Vilnius: Vaga , 1984.
- Prie didelio kelio: eilėraščiai. Vilnius: Lietuvos rašytojų s-gos l-kla, 1994. 96 p.
- Tik ateini ir nueini: rinktinė. Vilnius: Alma littera, 1995. 220 p.
- Eglė žalčių karalienė. Vilnius: Lietus, 1998. 126 p.

### На русском языке
- Мой край. Каунас, 1947
- Избранное. Вильнюс, 1950.
- Стихотворения и поэмы. М., 1953
- Поэма о Сталине, Вильнюс, 1953
- Стихи. М., 1961.
- У родника. Вильнюс: Vaga, 1967.
- Лирика. М.: Художественная литература, 1971. 230 с.
- Сквозь бурю. Вильнюс, 1974.
- Ветер новых дней: стихотворения. М.: Художественная литература, 1979. 334 с
- Соловей не петь не может: стихи. Вильнюс: Vaga, 1988. 160 с (Литовская поэзия).
- Эгле, королева ужей: поэма / пер. M. Петров. Vilnius: Vyturys, 1989. 62 p.

Отдельными изданиями выходили сборники стихотворений и сказка «Эгле, королева ужей» в переводах на польский и латышский языки. Известно издание с параллельным текстом на русском и английском:
- Blue sister, river Vilija = Сестра Голубая — Вилия. Москва: Радуга, 1987. 261 c.